# Андреас Гелмерсен
Андреас Клаусен Гелмерсен (норв. Andreas Klausen Helmersen, нар. 15 березня 1998, Тронгейм, Норвегія) — норвезький футболіст, нападник клубу «Буде-Глімт».

## Ігрова кар'єра

### Клубна
Андреас Гелмерсен народився у Тронгеймі і з 2013 року займався футболом в клубній академії місцевого клубу «Русенборг». Перед початком сезону 2015 року нападника було переведено до першої команди. 
Першу гру в основі футболіст провів у квітні 2015 року у кубковому матчі. Влітку того ж року футболіст дебютував в складі «Русенборга» в матчах кваліфікації Ліги Європи. В сезонах 2015 та 2016 років в складі «Русенборга» гелмерсен вигравав Кубок Норвегії. У 2017 році нападник виборов титул чемпіона Норвегії.
У лютому 2018 року Гелмерсен підписав з «Русенборгом» новий трирічний контракт. І через кілька днів відбув в оренду до клубу ««Рангейм»», де грав до кінця сезону. Сезон 2019 року нападник розпочав в клубі «Одд», куди також перейшов на правах оренди. Але травма, отримана гравцем на передсезонних зборах завадила нападнику зіграти за «Одд».
В січні 2021 року після завершення контракту з «Русенборгом», Гелмерсен перейшов до клубу Другого дивізіону «Рауфосс», з яким підписав контракт на три роки. Сезон 2024 року нападник почав у клубі «Егерсунн». Та вже влітку того року Андреас приєднався до клубу Елітсерії «Буде-Глімт», з яким виграв національний чемпіонат.

### Збірна
З 2014 року Андреас Гелмерсен виступав за юнацькі та молодіжну збірну Норвегії.

## Титули
Русенборг
 Чемпіон Норвегії: 2017
 Переможець Кубка Норвегії (2): 2015, 2016
Буде-Глімт
 Чемпіон Норвегії: 2024